# Strawberry Prince
『Strawberry Prince』 は、すとぷりの3rdフルアルバム。2020年11月11日に自主レーベルであるSTPR Recordsより発売された。

## 概要
アルバムのタイトルはもともとのグループ名であった「すとろべりーぷりんす」に由来する。すとぷり史上最多の収録曲数を目指して制作されたアルバムである。ななもり。は「すとぷりのこれまでの過去とこれからの未来を込めた、すべてが詰まったアルバム」であると語っている。アルバムのレコーディング中に「沼にハマってきいてみた」の取材が入り、レコーディングの様子が番組で映し出された。
アルバムの発売に合わせ、JR渋谷駅改札上のボードと渋谷マルイの壁面に告知ポスターが掲げられた。アルバムの発売を記念して、2021年1月23日にワンマンライブ「すとぷり3rdフルアルバム『Strawberry Prince』発売記念プレミアムライブ！in日本武道館」を日本武道館にて開催する予定であったが、新型コロナウイルスの感染拡大と政府の緊急事態宣言の影響により中止となった。
アルバムが2020年11月18日付の各チャートでランキング1位を獲得した記念として、「伝えよう勤労感謝の日」企画が開催。同年11月23日発売の朝日新聞、読売新聞、北海道新聞、中日新聞、西日本新聞、琉球新報にすとぷりからリスナーへ感謝の気持ちを伝えるためのメッセージが掲載された。ななもり。の希望により、アルバムの通常版を寄贈を希望する学校に配布する企画も実施された。

## セールス
2020年11月10日付「オリコンデイリーアルバムランキング」で1位、11月23日付「オリコン週間アルバムランキング」1位を獲得。11月23日付「Billboard JAPAN Hot Albums」で総合首位、同日付「Billboard JAPAN Top Albums Sales」で首位を獲得。オリコン月間アニメアルバムチャートの2020年11月度で1位を獲得。
同年11月に日本レコード協会より「2020年11月度ゴールドディスク」に認定された。
2021年3月にはこのアルバムが第35回日本ゴールドディスク大賞で邦楽のベスト5アルバムに選出。

## 形態
形態と規格品版は以下の全4形態。
完全生産限定盤A：STPR-9018
特典は豪華タイムカプセルBOX。特製ボックスはななもり。がこだわりを持って制作を行っている。
完全生産限定盤B：STPR-9019
特典は別冊！すとめもぶっく！（アルバムスペシャルVer!!）。本CD限定の特別な別冊号として、ファンブック『すとろべりーめもりー』が付属。
初回限定DVD盤：STPR-9020
特典はDVD「私立すとぷり学園-学力テスト編-」。DVDには実写で撮りおろした私立すとぷり学園の学力テスト企画の様子が収録されている。
通常盤：STPR-1009
全形態共通でトレーディングカード（全7種、初回プレス版のみ）と購入店舗別の歌ってみたCDが特典として付属。歌ってみたCDの曲はそれぞれ莉犬がDECO*27の「おじゃま虫」、さとみがbuzzGの「ワールド・ランプシェード」、るぅとがTOKOTOKO（西沢さんP）の「Booo!」、ころんがDECO*27の「アンドロイドガール」、ななもり。がナナホシ管弦楽団の「デリヘル呼んだら君が来た」、ジェルがバルーンの「シャルル」を歌い収録されている。
アルバムデザインはイラストレーターのフカヒレによる描きおろしイラストを使用。

## 収録内容
1. Streamer [4:14]
作詞：ななもり。×谷口尚久 作曲：るぅと×松 編曲：松
ツイキャス2020夏キャンペーンテーマソング[21]。
「配信者（＝Streamer）目線で」歌詞がつづられており[21]、ライブ配信の魅力を伝えるために書きおろされた楽曲[22]。楽曲には前向きなメッセージが込められている[23]。2020年11月にツイキャスの10周年を記念して、すとぷりとツイキャスのコラボミュージックビデオが制作され、楽曲が使用された[22]。
2. スキスキ星人 [3:56]
作詞・作曲・編曲：ナユタン星人
ナユタン星人が作詞作曲を手がけたダンスチューンで[24][23]、『すとろべりーねくすとっ!』の収録曲である「ストロベリー☆プラネット!」の続編といえる曲[24]。すとぷり初のテレビ出演となった「沼にハマってきいてみた」の番組にて[25]、スタジオライブを行った楽曲である[26]。2023年には自身初となるNHK紅白歌合戦の出演を果たした[27]。
3. Very [3:06]
作詞・作曲・編曲：ぷす (fromツユ)
さとみがアルバムの中で印象に残っている楽曲として、挙げている曲[4]。
4. 大宇宙ランデブー [3:26]
作詞・作曲・編曲：ナユタン星人
テレビアニメ「妖怪学園Y 〜Nとの遭遇〜」オープニングテーマ[28]。
ゲーム「妖怪学園Y 〜ワイワイ学園生活〜」エンディングテーマ。
「ギンギラ銀河」に続き2度目となる「妖怪学園Y 〜Nとの遭遇〜」のオープニング曲[28]。
5. ストロベリー・レボリューション [3:52]
作詞・作曲：烏屋茶房 編曲：橘亮佑
「合いの手がたくさん入っている曲」[4]。莉犬はライブで歌いたい曲として、この楽曲を挙げている[4]。
6. STRIKE the PRISON!! [4:11]
作詞：ill.bell 作曲：DYES IWASAKI、illbell 編曲：DYES IWASAKI
この楽曲の序曲的な位置づけとなっている曲が「STAY PROUD」である[29]。
7. ドラマチックのアンチ [4:05]
歌：ななもり。×さとみ×ジェル
作詞・作曲・編曲：和田たけあき
「シリアスな空気感と気怠い雰囲気が融合したミディアムロックチューン」な曲[23]。「ダークな雰囲気に3人の歌声が映える」曲となっている[30]。さとみによると、人間が生きていくうえで「誰しも感じたことのある気持ちがストレートに歌詞になっている」曲である[31]。大人組のコラボ曲であるが、3人の方向性が同じであったため、それぞれの良さが合わさっているという[31]。莉犬は「カッコいいアダルトな感じ」の曲として、この楽曲を挙げている[32]。ジェルによると「歌詞がすごく挑戦的で、メロディーもすごく重々しく」、「勢いと強さが表現されて」おり、「歌詞を考察するといろいろな解釈ができる曲」である[4]。
8. Night of Fantastic [4:05]
作詞：q*left 作曲・編曲：八王子P
ころんはアルバムの中で好きな楽曲にこの曲を挙げている[4]。
9. じゃむじゃむシグナル [4:05]
歌：莉犬×るぅと×ころん
作詞・作曲・編曲：烏屋茶房
莉犬によると、この曲の「えらい！えらい！とってもえらい！」というフレーズが好きで、レコーディングの日はウキウキで目をキラキラさせながら録音したという[33]。
10. マブシガリヤ [3:57]
作詞：谷口尚久 作曲：るぅと×松 編曲：松
「新たなスタートを切る人たちを応援するようなさわやかなナンバー」となっている曲[34]。
11. 四季 [4:08]
作詞・作曲・編曲：R Sound Design
12. エンキョリクライ。 [4:15]
歌：莉犬×るぅと
ライブの機会が奪われ、リスナーと会えない日が続いているが、リスナーとの「いまを残そう」という莉犬の想いが込められた楽曲[35]。
13. チェキラ☆ [3:21]
作詞：谷口尚久 作曲：るぅと×松 編曲：松
夏の曲で[23]、ころんによるとパリピな楽曲[36]。
14. レベリング [4:12]
歌：さとみ×ころん
作詞・作曲・編曲：れるりり
15. Trick or Prince [3:55]
作詞・編曲：Euskyss (Leetspeak monsters)　作曲：Leetspeak monsters
すとぷりの第3弾となるハロウィン曲[36]。
16. スピール [3:21]
歌：ななもり。×ジェル
作詞・作曲・編曲：かいりきベア
ななもり。によると、セリフからサビに入る部分が好きで、ライブで盛り上がりたい曲だという[36]。
17. 向こうへ [4:06]
作詞：るぅと×TOKU 作曲：るぅと×松 編曲：松
荒野行動3周年テーマソング[37]。
「荒野行動」の3周年テーマソングとして、「仲間」をテーマにるぅとが書きおろした曲[37]。「仲間と一歩踏み出す勇気」や「仲間の大切さ」など、いろいろな想いが込められた曲であり、すとぷりとも重なる部分があるため、るぅとはこの曲を印象に残っている楽曲として挙げている[4]。ジェルによると、「卒業ソングにも合いそうな曲」である[36]。
18. ハジメテキミと [4:01]
作詞：谷口尚久 作曲：るぅと×松 編曲：松
19. Feel Free! [4:14]
作詞・作曲・編曲：kz
この楽曲のミュージックビデオで初めてメンバー全員の3Dモデルが公開され[38]、話題となった[39]。ジェルの推し曲で、「背中を押してくれるような歌詞とメロディー」の楽曲[36]。
20. Prince [4:06]
作詞・作曲・編曲：HoneyWorks
真摯な愛が歌われている曲[23]。

## 反響
アニメイト池袋本店のオーディオ・ビジュアル担当の佐藤祐介によると、アルバム発売時に池袋店にななもり。が来店し、7階の装飾ボードにサインをしてTwitterで告知を行ったところ、連日長蛇の列ができた。「サインを見るだけの列ができたのは初めて見た光景」だという。